# Marcusenius greshoffii
Marcusenius greshoffii es una especie de pez elefante eléctrico en la familia Mormyridae presente en la cuenca del Río Congo. Es nativa de la República democrática del Congo, Camerún y la República Centroafricana; puede alcanzar un tamaño aproximado de 108 mm.
Respecto al estado de conservación, se puede indicar que de acuerdo a la IUCN, esta especie puede catalogarse en la categoría «preocupación menor (LC)».